# Vansittart Bay
Vansittart Bay är en vik i Australien. Den ligger i delstaten Western Australia, omkring 2 300 kilometer nordost om delstatshuvudstaden Perth.
Trakten runt Vansittart Bay är nära nog obefolkad, med mindre än två invånare per kvadratkilometer. Savannklimat råder i trakten. Genomsnittlig årsnederbörd är 1 438 millimeter. Den regnigaste månaden är januari, med i genomsnitt 365 mm nederbörd, och den torraste är juni, med 1 mm nederbörd.